# كونارسكوتو
كونارسكوتو (بالبلغارية: Конарското)‏ قرية تقع إدارياً ضمن تريافنا في بلغاريا. تعتمد كونارسكوتو للبريد على الرمز البريدي 5364.